# フェズ
フェズ（アラビア語: فاس、 Fez、 Fès）はアフリカ北西端、モロッコ王国北部の内陸都市。アラビア語では「ファース」「アル＝ファース」。フェスとも表記される。
イドリース朝、マリーン朝などのモロッコに存在した過去のイスラム王朝の多くはフェズを首都に定めていた。首都が他の都市に移された時であっても、フェズはモロッコ人にとって特別な都市であり続けている。数世代前から町に住み続けているフェズの住民はファシ（ファーシー）と呼ばれ、彼らの間では独特の方言が話されている。ファシの間にも方言の差異があり、旧市街では北部方言、新市街では南部方言が話されている。
フェズはラバト、マラケシュ、メクネス、カサブランカといった都市と共にモロッコの観光資源となっている。複雑な構造の旧市街地は迷路にも例えられ、1981年にユネスコの世界遺産（文化遺産）に「フェズ旧市街」が登録された（ID170）。

## 地理、気候

### 地理
フェズはアトラス山脈の北西、サイス平野の町で、フェズ川とセブー川の合流点の南に位置する。モロッコ南部のサハラ砂漠、アトラス山脈と北の地中海沿いの都市、モロッコ西部のカサブランカ、ラバト、メクネスから東に向かう交易路の交差点に位置するフェズには隊商宿と巡礼者や商人のための小規模の商店が多く建てられた。サハラ交易において、フェズは年2回トンブクトゥに向かう隊商の拠点とされていた。
フェズ市内は、大きく次のような地域で構成されている。
- メディナと呼ばれる旧市街。さらに次の2つの地区に分けられる。
  - 9世紀から始まった、フェズ・エル・バリと呼ばれる地区
  - 13世紀に建設された、フェズ・エル・ジェディドと呼ばれる地区
- フランス植民地時代に建設された、ヴィル・ヌヴェルと呼ばれる新市街
- 旧市街の周囲に広がる墓地の外側に建設された、シテ・ポピュレールと呼ばれる居住区
- シテ・ポピュレールの外に建つ高級住宅地とバラック街

町の周囲は小高い丘に囲まれており、旧市街の中央を貫いてフェズ川が西から東に流れている。フェズ・エル・バリはフェズ川を底として両岸が競りあがるすり鉢上の構造をしており、岸に建てられた建物は底の部分に近づくほど古い歴史をもつものが多くなる。フェズ・エル・バリの住民は地下を流れるフェズ川の水を汲み上げて利用しており、排出される下水は町の外れでフェズ川の下流に合流する。近代に入るとフェズ川の南半分は暗渠化され、舗装道路が川の上を通っている。地区内の水の供給は10世紀に建設された施設に依存するところが多く、供給量は十分とは言いがたい。旧市街の水路はかつてのフェズの繁栄に大きな役割を果たし、ムラービト朝の君主ユースフ・ベン・ターシュフィーンによる整備を経て、12世紀末にはモスク、マドラサ、多くの住居に水道が引かれるようになっていた。

### 気候
フェズは亜熱帯気候に属しており、大西洋の影響を受けているために夏の気温は高く、冬に降雨が集中する。町の周辺では小麦、オリーブ、豆類、ブドウが栽培され、ヒツジやヤギの遊牧が営まれている。
| フェズの気候                 | フェズの気候 | フェズの気候 | フェズの気候 | フェズの気候 | フェズの気候 | フェズの気候 | フェズの気候 | フェズの気候 | フェズの気候 | フェズの気候 | フェズの気候 | フェズの気候 | フェズの気候   |
| 月                           | 1月          | 2月          | 3月          | 4月          | 5月          | 6月          | 7月          | 8月          | 9月          | 10月         | 11月         | 12月         | 年             |
| ---------------------------- | ------------ | ------------ | ------------ | ------------ | ------------ | ------------ | ------------ | ------------ | ------------ | ------------ | ------------ | ------------ | -------------- |
| 平均最高気温 °C （°F）       | 14.7 (58.5)  | 16.2 (61.2)  | 18.5 (65.3)  | 21.7 (71.1)  | 25.6 (78.1)  | 31.3 (88.3)  | 35.8 (96.4)  | 35.6 (96.1)  | 30.7 (87.3)  | 25.2 (77.4)  | 18.7 (65.7)  | 15.3 (59.5)  | 24.11 (75.41)  |
| 平均最低気温 °C （°F）       | 4.1 (39.4)   | 5.4 (41.7)   | 6.3 (43.3)   | 8.9 (48)     | 11.8 (53.2)  | 14.7 (58.5)  | 18.4 (65.1)  | 18.6 (65.5)  | 16.1 (61)    | 12.2 (54)    | 7.7 (45.9)   | 4.9 (40.8)   | 10.76 (51.37)  |
| 雨量 mm （inch）             | 84.6 (3.331) | 81.1 (3.193) | 71.3 (2.807) | 46.0 (1.811) | 24.1 (0.949) | 6.4 (0.252)  | 1.2 (0.047)  | 1.9 (0.075)  | 17.7 (0.697) | 41.5 (1.634) | 90.5 (3.563) | 82.2 (3.236) | 548.5 (21.595) |
| 平均降雪日数                 | 0,2          | 0            | 0            | 0            | 0            | 0            | 0            | 0            | 0            | 0            | 0            | 0            | 0,2            |
| 出典1：Hong Kong Observatory |              |              |              |              |              |              |              |              |              |              |              |              |                |
| 出典2：Meoweather.com        |              |              |              |              |              |              |              |              |              |              |              |              |                |

## 歴史

### 建設初期 - ベルベル人による支配
フェズの起源は紀元前に遡ると言われることもあるが考古学的な根拠は無く、半ば伝説として扱われている。紀元前40年ごろにはフェズから北西に50km離れた場所に建てられたローマ都市のヴォルビリスが繁栄しており、同時期のフェズには公衆浴場が存在していたと伝えられている。
8世紀末にイドリース朝の創始者イドリース1世がフェズ川西岸に国家の首都となる町を建設し、イドリース1世の跡を継いだイドリース2世はフェズ川東岸に新たな町を建設した。818年にイベリア半島を支配する後ウマイヤ朝の首都コルドバから8,000の家族がフェズに移住し、イベリア半島からフェズに亡命したイスラム教徒は町の発展に寄与した。825年にはチュニジアのカイラワーン（ケルアン）から追放された家族によって、フェズ川西岸にカイラワーン地区が形成される。9世紀にアンダルス出身者が自分たちの居住区であるアンダルス地区に建立したアンダルス・モスクはイスラム教徒の礼拝の場となり、カイラワーン地区にはアンダルス・モスクの建立と同時期にカラウィーン・モスクが建立された。伝説によれば、カイラワーンからフェズに亡命した富豪が2人の娘に莫大な財産を遺して没し、遺産を相続した姉妹は信仰心の篤さを示すために、それぞれカラウィーン・モスクとアンダルス・モスクを建立したという。
やがてフェズはエジプトのファーティマ朝の支配下に入り、919年/930年にカイラワーン地区のカラウィーン・モスクは金曜モスクとされる。933年から980年までフェズは後ウマイヤ朝の支配下に置かれ、この時代にはイベリア半島からの影響を強く受けた建築物が作られる。後ウマイヤ朝の建築様式は、11世紀から13世紀にかけてモロッコを支配したベルベル人国家のムラービト朝とムワッヒド朝にフェズを通して継承される。
1069年にムラービト朝はフェズを占領し、ムラービト朝がマラケシュを首都に定めた後もフェズは芸術・学問の中心地として発展を続ける。11世紀のムラービト朝の時代にフェズ川を隔てて並立していた2つの地区は塁壁で1つに統合されるが、居住区が一つとなったあとも両地区の独自性は数世紀にわたって保たれた。
1146年にフェズはムワッヒド朝の支配下に入る。ムワッヒド朝の君主ムハンマド・ナースィルの時代に行われた統計調査では782のモスク、89,236の住宅、19,041の使用人が住む離れの小屋、9,082の店舗、467の商館がフェズに存在していたことが記録されている。

### マリーン朝の建国
13世紀初頭、アルジェリア東部のビスクラ地方で遊牧民族が建国したマリーン朝が台頭し、1248年にフェズはマリーン朝の支配下に入る。マリーン朝はこれまでモロッコを支配していたムワッヒド朝との関係を絶つため、ムワッヒド朝時代の都マラケシュに代えて、フェズを首都に制定した。1276年にマリーン朝の君主アブー・ユースフ・ヤアクーブはフェズの新市街（フェズ・エル・ジェディド）の建設を命じた。1395年には新市街に大モスクが建立され、新たな宮殿も建設される。マリーン朝時代のフェズは旧市街が経済の中心地、フェズ・エル・ジェディドが行政の中心地となり、あたかも双子都市のように機能していた。旧市街には家屋が密集し、14世紀の最盛期にはおよそ100,000人の市民が旧市街に居住していた。武器博物館の裏には、マリーン朝王族の墓地が広がっている。
フェズはイスラム教徒だけでなくユダヤ教徒にとっても重要な町であり、11世紀の地理学者バクリーはフェズには他のマグリブのどの都市よりもユダヤ教徒が多く住んでいたと記している。イスラム教徒の住民とユダヤ教徒の住民の関係は不安定であり、時にはイスラム教徒によるユダヤ教徒の殺害・略奪が起きた。1276年に起きたポグロム（ユダヤ教徒の大量虐殺）の後からマリーン朝はユダヤ教徒の居住区の必要性を痛感し、1438年ごろにフェズ・エル・ジェディドにメッラーフ（mellah, ヘブライ語: מלאח‎, アラビア語: ملاح, الملاح‎, ユダヤ教徒の強制隔離地区）が設置された。また、マリーン朝時代のフェズにはユダヤ人居住区以外にイベリア半島出身のキリスト教徒傭兵の居住区、シリア出身の弓兵の居住区も設けられていた。
マリーン朝の滅亡後に成立したワッタース朝はフェズを首都とし、1549年にフェズはマラケシュを本拠とするサアド朝の支配下に入る。フェズは外来者の受け皿となり、グラナダのナスル朝の滅亡によって現れた難民を受け入れ、アルジェリアやサハラ砂漠からの移民のための居住区が建設される。16世紀以降、断続的に起きる反乱によってフェズの町は衰退していく。17世紀に成立したアラウィー朝はフェズを首都に定め、宗教・学問・商業の中心地として繁栄する。
1911年にフェズはフランスによって占領され、翌1912年に締結されたフェズ条約によってモロッコはフランスの保護下に置かれる。フランス統治下のフェズは軍用地域と市民用地域に分けられ、移動は制限されていた。1916年にフランス人居住区として第三の市街地（ヴィル・ヌヴェル）が建設され、フェズに3つ目の市街が形成される。新市街は幅の広い道路が直角に交差する「近代的」な構造で、さながら迷路のような旧市街と対照的な町並みとなっている。また、フランスによって公布された旧市街に新たな建築物を建てることを禁じる法令は、旧市街の景観の維持に一役買った。このような状況下で、フェズのイスラーム法学者はラバトの知識人と共にモロッコの民族独立運動の担い手として、フランスへの抗議活動に参加した。第二次世界大戦期のアフリカでの植民地戦争において、フェズはレジスタンスの拠点となった。

### モロッコ王国再独立後
1956年のモロッコ王国の独立後、フェズの外周にシテ・ポピュレールと呼ばれる新たな住宅地が拡大する。シテ・ポピュレールには集合住宅が建てられ、病院、学校、道路などの施設や工場が整備された。1976年以降、フェズ知事と市議会、市域外の地方議会による行政システムが導入される。1990年12月14日、労働組合のストライキに端を発する暴動が起きる。暴動の後、旧市街、新市街、フェズから約25km南にある町セフルーの3つの地域に行政を担う知事が任命された。

## 経済

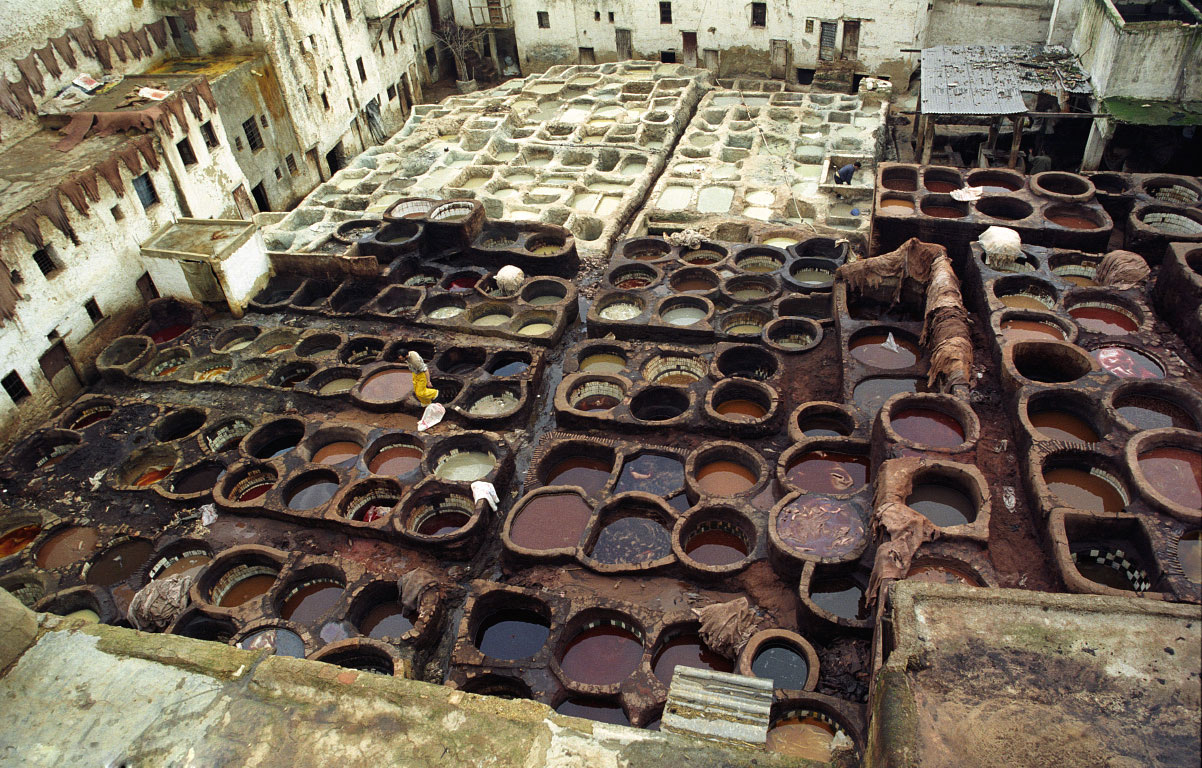
タンネリには染料の入った壷が並べられており、強い臭気が漂っている。

フェズの旧市街では105種類の手工業が営まれていると言われている。手工業に携わる職人たちは階級制に基づく同業者組合を結成し、それぞれの組合で伝統的な規則が敷かれている。職人たちが有する伝統的な技術の継承が奨励されており、伝統工芸の中でも皮なめしが特に名高い。フェズには木綿、羊毛を扱う繊維業、精油、石鹸、なめし皮の工場が置かれている。旧市街にはなめし皮、染色、陶工などの工房、それらの手工芸品を販売する商店が路地に密集している。
旧市街東のフェズ川下流の急斜面にはタンネリ（タヌリ）と呼ばれる川染めの工場が置かれ、モロッコ内で最大の規模を誇る。フェズブルーという名前の陶器が多く生産され、モスクの屋根瓦や食器として使われている。皮なめしの工房は汚水を排出するためにフェズ川下流に設置されており、悪臭と染料による汚染の対策として搬入・搬出は大通りから外れた通路で行われる。
町は革製品、絹のショール、赤色の帽子の取引の中心地でもあり、帽子は町の名前にちなんで「フェズ」と呼ばれている。

## 世界遺産

### フェズ・エル・バリ
フェズ・エル・バリはチュニジアのケルアンからの移住者の居住区が元となったフェズ川西岸のカイラワーン地区と、イベリア半島からの移住者の居住区が元となった東岸のアンダルス地区で構成され、二つの地区は川をまたぐ市壁に囲まれている。フェズ・エル・バリと市外を隔てる厚い市壁には、8つの門が設けられている。
- ブー・ジュルード門
- ハディード門
- ジャディード門
- フトウ門
- クウーカ門
- シディ・ブー・シダ門
- ギッサ門
- ショルファ門

8の門のうち、西に建つブー・ジュルード門が旧市街の正門とされており、ギッサ門とハディード門はフェズの建設初期から存在していたと考えられている。城門は交易上重要な方角に設置されており、フトウ門は東のアラブ世界、ギッサ門は北のイベリア半島、ブー・ジュルード門は西のメクネスやラバトに面している。ブー・ジュルード門の外壁と柱頭は幾何学模様のズッリージュ（コバルトの陶製タイル）で彩られ、主門と脇門には馬蹄型のアーチが架かる。ブー・ジュルード門の周辺には、肉や野菜といった生鮮食品を扱う店が集まっている。
門から町の中心に向かう主要街路が伸びており、ブー・ジュルード門から北東に伸びるタラー・ケビラとタラー・セビーラの二本の道路がメインストリートといえる。タラー・ケビラはタラー・セビーラに比べてやや広いが傾斜は急で、通りの途中には階段になっている部分もある。タラー・ケビラよりも新しいタラー・セビーラはやや緩やかだが道幅は狭く、どちらの大通りもカラウィーン・モスクに通じている。南のジャディード門から伸びるアーメド・ベン・エル・アラウィー大通りは、旧市街を通る唯一の自動車道である。8つの主要街路は枝分かれした街路によって互いに接続され、街路から伸びた袋小路の先には個人の住宅が現れる。旧市街の街区は門やアーチで区切られており、長い袋小路の中には街区として設定されているものも多い。中庭の確保と交互に配置された入り口による住居のプライバシーの確保、通りに面して作られた建物に併せて住宅や路地を建設する工程のため、フェズの旧市街には曲がりくねった路地や袋小路が多く現れた。
道は曲がりくねっている上に高低差があり、見通しも悪い迷路のような形状になっている。道幅は広い部分で6m余り、狭い部分では1m以下で、広い通りは少なく狭い通りが多い。狭い通りや路地の両側は高い壁に挟まれていることが多く、家屋の入り口となる扉がまばらに見られる。坂の傾斜が緩やかな地形には、モスク、ザーウィヤ（霊廟）、ハンマーム（公共浴場）、フンドゥク（隊商宿）などの大規模な施設や、大きい邸宅が建てられている。複雑な路地と100m以上の高低差による立体的な迷路性が合わさって、旧市街に入り込んだ人間を混乱させると言われている。地形の高低差があるフェズには、街路にまたがって建てられたモスクも見られる。
地区内のところどころに小さなモスクやハンマーム（公共浴場）、小規模の店舗がまとまって配置され、いくつかの主要街路は道の両側に商店が並ぶスーク（市場）となっている。スーク内の店の敷居は通りよりも高く、業種の同じ店が固まっている。フェズ川沿いにはなめし皮職人街であるシュアラが広がり、シェッラティーン通りには民族衣装を扱う店が並んでいる。ハンマームの構造は地形の高低が生かされており、湯を沸かすために火を使う場所を低地に置き、入り口は高い場所に設けられている。
フェズ・エル・バリの家屋の多くは中庭を持ち、それぞれ異なる形や敷地面積を有している。基本的に家屋にファサードは設けられておらず、入り口の扉だけが街路に面していることが多い。家屋の入り口の扉は対面の家の入り口と真っ直ぐ向かい合わないように作られており、お互いの家の中を覗き込まないように工夫されている。邸宅の増改築について、かつては工事を手がける職人と一部の住民の間に共通の規則が存在しており、工事にあたって住民間のプライバシーの確保、住宅地と公共施設の分離が徹底されていた。入り口の扉は木の細工と鋲で飾り付けられ、多くの扉には「ファーティマの手」と呼ばれる魔除けのついた2つのノッカーが取り付けられている。2つのノッカーが付けられている理由について、家人と来客の区別をするため、徒歩で訪れた客と馬で乗りつけた客の両方に応対するため など諸説ある。
住宅の敷地の形状や大きさはそれぞれ異なり、街区の奥に進むほど豪華な造りの住宅が見られるようになる。中庭が住宅の中心となっており、建物の配置はロ字型、コ字型、二時型、L字型に分類できる。敷地に余裕がある豪邸ではロ字型が採用されていることが多く、面積が狭まるにつれてコ字型、二時型、L字型とスペースを節約できる構造が採用されるようになる。いずれの構造の住宅でも左右対称性が重視されており、向かい合う部屋の大きさはほぼ同じであることが多い。中庭が小さい割に周りを囲む建物は高く、部屋は奥行きが狭く横幅が広い。中庭の面積と比べて周囲の壁面が高い構造は、古代ローマの住宅（ドムス）と共通している。中庭の周囲の構造は、列柱が並ぶ2階建ての回廊が中庭を囲むギャラリー型が最も多く、他に2階が吹きさらしのテラスになっているテラス型、部屋の壁が直接中庭に面しているウォール型の二種が存在する。シリア、イラン、イラクの住宅と比べて、フェズ旧市街の住宅では中庭が室内空間として積極的に利用されており、中庭の上に簡素な屋根が取り付けられるとその傾向はより顕著になる。中庭を積極的に利用して開放感を高めようとする構造は、人口密度が高いフェズの住民が生み出した生活の知恵とも言える。

#### モスク、マドラサ
857年頃にカイラワーン地区に建立されたカラウィーン・モスクは、アラブ人富豪の娘ファーティマが建立した礼拝堂が元になっているモスクである。当初は個人的な礼拝所として使用されていたといわれているが、 859年には宗教教育を始め、現存する世界最古の大学とも言われる。
建設初期のカラウィーン・モスクの上部に架けられていたアーチ、アーチを支える柱の形状は明らかになっていない。後ウマイヤ朝時代の956年に完成したミナレットには、パラペットとドーム部分を除いてコルドバ風の建築様式が採用されており、アーチはコルドバ風の円頭馬蹄型をしている。ミナレットはイドリース2世の剣の上に建てられたという伝承が残り、フェズに存在する他のモスクのミナレットの高さはいずれもカラウィーン・モスクのミナレットの高さを考慮して設計されたと言われている。後ウマイヤ朝の時代に初期のモスクに備わっていた北側の中庭は取り壊されて拡張工事が行われ、新たな中庭が作られた。後ウマイヤ朝時代に拡張された部分のうち、開口部の柱とアーチにはレンガ、外壁にはある種のセメント、ミナレットには石が建材として使われている。
ムラービト朝時代の1134年に最後のカラウィーン・モスクの拡張工事が行われ、この工事によって天井を飾る複雑なムカルナスが追加される。また、マグリブで最も古く、そして美しいと評価されるカラウィーン・モスク付設の死者の葬儀用の礼拝所はムラービト朝時代に増設された施設である。カラウィーン・モスクの中庭には黒タイルが敷き詰められ、庭を囲む壁は多色タイルや木や石の彫刻で装飾されており、装飾の主要な部分はムワッヒド朝時代に制作された。ムワッヒド朝によってムカルナスの装飾が白く塗りつぶされたため、上塗りを部分的に取り除く修復作業が進められている。17世紀前半にグラナダのアルハンブラ宮殿の獅子の中庭のパビリオンを模した2つのパビリオンが中庭に建設され、パビリオンの中では泉が湧き出ている。
カラウィーン・モスクを建立したファーティマの姉妹であるメリアムは、アンダルス地区に質素な造りの小礼拝堂を建立し、礼拝堂は後のアンダルス・モスクの原型となる。956年にカラウィーン・モスクと同じくアンダルス・モスクにもミナレットが建立され、ムワッヒド朝のムハンマド・ナースィルによって大規模なモスクの再建工事が実施された。モスク北の大門の扉には彫刻が施された木のひさしが取り付けられており、モスクの建築の中でも高い評価を受けている。16世紀にサアド朝のスルタンによって中庭に水盤が寄贈され、アラウィー朝のムーレイ・イスマーイールによって水盤が修復された。
1323年から1325年にかけて建立されたアッタリーン・モスクには、化粧漆喰とタイル装飾が施されている。アッタリーン・モスク付属のマドラサ（神学校）は非イスラム教徒も入場することができ、屋上に登ることもできる。これらのマドラサに共通する点として、洗浄のための水盤とアーケードを備えた中庭が挙げられる。アッタリーン・マドラサの中庭はモザイクタイル、タイル画、彫刻された漆喰（スタッコ）、木彫金彩などで装飾され、その鮮やかさは細密画にも例えられている。マドラサ内部の生徒用の小部屋の窓枠、祈祷室に吊るされたシャンデリアの美しさが高く評価されている。
アッタリーン・マドラサなど、13世紀から15世紀にかけてのマリーン朝の時代に建設されたマドラサは、マグリブで最も美しい建築物と評されている。1350年から1357年ごろにかけて、マリーン朝の君主アブー・イナーン・ファーリスは学問と礼拝のための施設であるブー・イナーニーヤ・マドラサの建設を命じた。ブー・イナーニーヤ・マドラサは1階と2階いずれも円柱に支えられたアーチが、オニキスが敷かれた中庭を囲む構造になっている。フェズ川から引き込まれた水路が中庭と礼拝所の間を流れ、礼拝所の両端に橋が架かる。垂れ下がりアーチを備えた講義室が中庭を挟んで東西に向かい合い、1階と2階には学生用の宿舎が置かれている。講義室は1階と2階を貫き、天井はムカルナスで覆われている。ブー・イナーニーヤ・マドラサには中世マグリブの建築技術の粋を凝らしたものだと言われ、建築中のマドラサを見た旅行家イブン・バットゥータはカイロ郊外のスィルヤークスに建てられたザーウィア（イスラム教徒のための修行所）よりも数段上だと驚嘆した。マドラサの北西には高いミナレットが併設されており、かつてはミナレットの中に精巧な水時計が置かれていた。
1321年から1323年にかけてアブー・アルハサン・アリーによって建設されたサフリージュ・マドラサの名前は、7種類のコーランの詠唱法が教えられていたことに由来し、留学生だけを受け入れていた。
カラウィーン・モスク、ブー・イナーニーヤ・マドラサの付近にはキサリアと呼ばれる複数の店舗が入居する商業施設が建てられており、カラウィーン・モスクに近接するキサリアはフェズのスークの中心となっている。カラウィーン・モスクのキサリアは13世紀にマリーン朝のアブー・ヤアクーブ・ユースフによって建てられた精神病院の跡地に建ち、1954年に火災によって焼失した後、コンクリート製の建物が再建された。また、モスクにはマドラサ以外に公衆トイレが独立した建物として併設されている。トイレは敷き詰められたタイルで装飾され、中央には泉が湧き出ている。

#### 他の歴史的建造物
ヒジュラ暦841年ラジャブ月（1437年12月29日 - 1438年1月27日） に建立されたザーウィア・ムーレイ・イドリースは町の建設者であるイドリース2世の霊廟であり、18世紀に再建された。廟の屋根は緑の彩釉タイルで覆われており、棺には毎年新しい絹の聖布がかけられる。モロッコ内の他の宗教施設と同じく、廟には非イスラム教徒の立ち入りは禁止されており、信者は銅版に開けられた穴に手を入れてイドリース2世の墓に触れることができる。誤ってロバやラバが廟に入らないよう、廟に向かう道には高さ1.6mほどのガードが設置されている。
19世紀に建立されたアラウィー朝の宮殿はグラナダのヘネラリーフェ離宮を模して造られた建物で、1912年以降は事実上放棄された状態にある。
門付近とタラー・ケビラ、タラー・セビーラの周辺には多くのフンドゥクが建てられており、特にギッサ門からカラウィーン・モスクに至る通りの両側に集中している。旧市街には100以上のフンドゥクとその遺構が存在し、宿として営業を続けているものもあれば、工房、観光客向けの店、倉庫などに転用されているものもある。14世紀に建設されたフンドゥク・テトゥアニーは3階建ての建物で、工房・倉庫として使用されている。2階部分と3階部分の手摺にはムシャラビーヤと呼ばれる組子細工が施され、入り口の簗と天井はマリーン朝様式の幾何学模様で飾られている。17世紀後半に建設されたフンドゥク・サガーはアラウィー朝時代の建築様式をよく残したものだといわれ、中庭には大きな天秤が吊るされている。フンドゥク・ネジャリン（ネジャリン木工芸博物館）の前には周辺には広場が広がり、家具店が集まっている。
ブー・ジュルード門の西に隣接するカスバはかつて軍事基地として使用され、現在敷地内には病院や中学校が設置されている。旧市街周辺の丘には墓地、イスラームの聖者の小さな霊廟が点在する。丘の上の墓はいずれも西を向いており、墓地は市民のくつろぎの場にもなっている。

### フェズ・エル・ジェディド

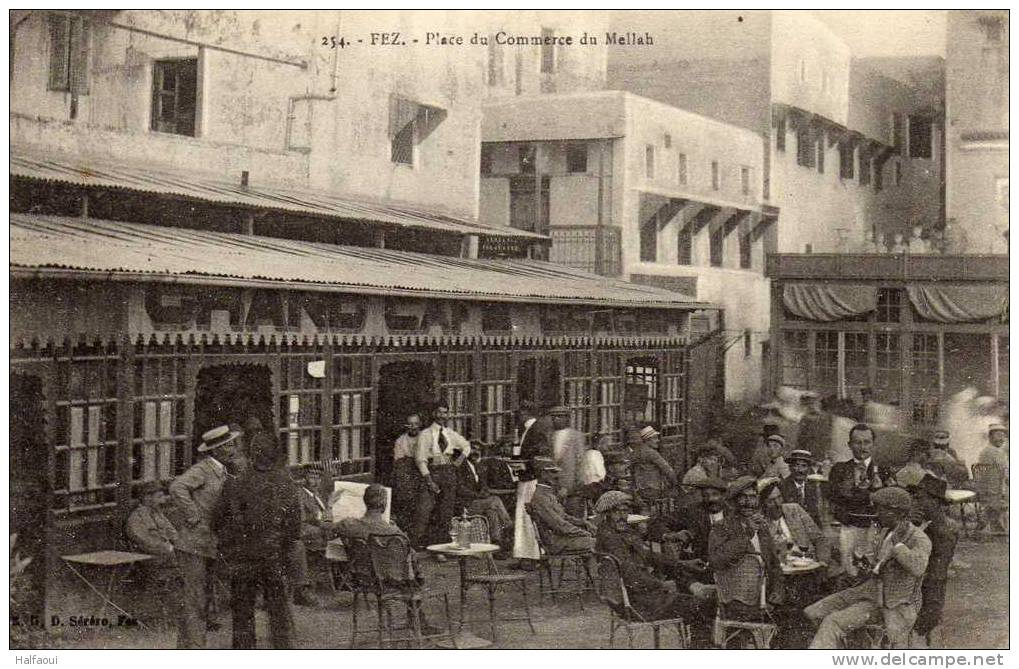
メッラーフのカフェ（1912年）

13世紀にマリーン朝によって建設されたフェズ・エル・ジェディドは、ブー・ジュルード公園を挟んでフェズ・エル・バリの西に位置する。フェズ・エル・ジェディドの宮殿建築は残っておらず、市壁の大部分は改修されている。
1395年に改修された金曜モスクは縦54m・横34mで、礼拝所は伝統的なT字型の構造になっている。回廊に囲まれたモスクの中庭は、アルジェリアのトレムセンのモスクに着想を得たものだと考えられている。1886年にはイタリアの使節団によって旧ミシュワール地区に建設された武器工場は、輸出用のモロッコ絨毯の工場に改修されている。
15世紀にユダヤ人の居住区域であるメッラーフがフェズ・エル・ジェディドに建設されるとフェズ・エル・バリに住んでいたユダヤ教徒の多くはメッラーフに移住し、1465年に起きたマリーン朝を滅亡させたフェズの住民反乱とそれに伴うユダヤ教徒の虐殺の後、フェズ・エル・バリに残っていたユダヤ教徒のほとんどがメッラーフに移った。時代が経つにつれてメッラーフのユダヤ人のほとんどは国外に移住したため、メッラーフに住むユダヤ人は非常に少なくなり、往時は5つあったシナゴーグも1つに減った。ユダヤ人が去った後もメッラーフには凝った造りの木のバルコニーや新古典主義様式の列柱が立ち並ぶファサードを備えた邸宅、20世紀初頭の建築様式によるビルが残る。メッラーフ南の斜面にはユダヤ人の墓地があり、時にはメッラーフを出た人間も墓参りに訪れる。

### 都市建築の保全活動

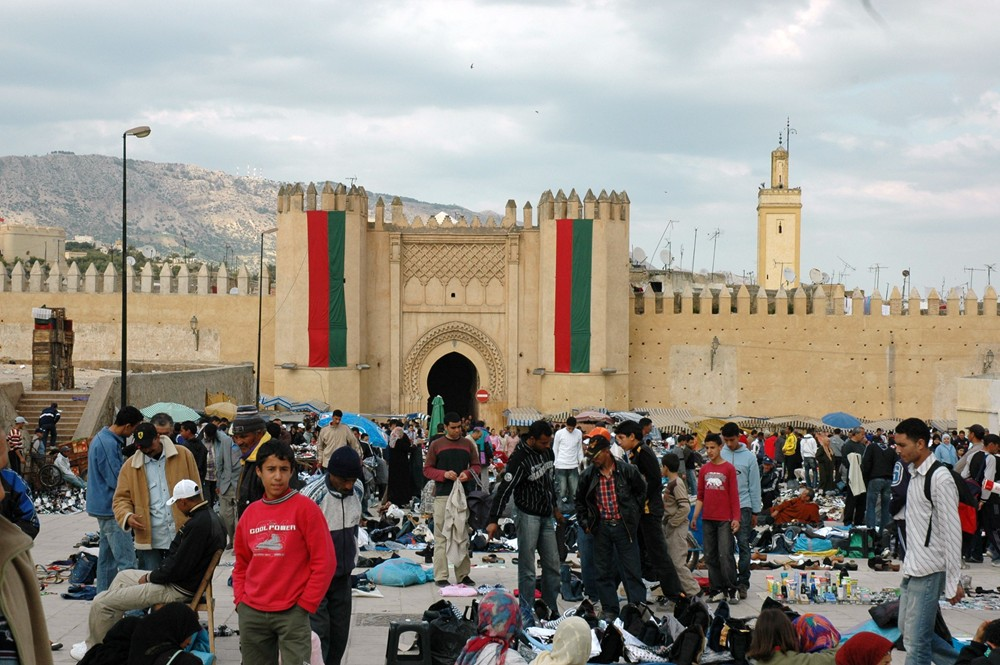
カスバの門前で開かれる市場

フランス支配時代の初代モロッコ総督ルイ・リベール・リヨテは、1912年にモロッコ各都市の歴史建築を文化財として登録し、建物の保護を試みた。フェズの文化財の大半はマドラサで占められ、マドラサ、フンドゥク、カスバ、城壁、城門はフェズ出身の職人によって修復された。安全の保証、モロッコ人との衝突の回避のためにフランス人の旧市街への入居は禁止され、1914年には旧市街全体の開発が禁止された。リヨテの保護政策はフンドゥクやカスバなどの基礎建築と記念碑的建築のみを対象としており、街区、通りの袋小路、邸宅といった住環境には及ばなかった。リヨテが任期を終えてモロッコから去った後、文化財の保護政策は停滞する。
1956年のモロッコ独立後に旧市街の居住者が新市街に流出したために古くからの家屋は荒廃し、地方の住民によって建てられた家屋のために城壁内の密度が高くなり、市街の荒廃は深刻化している。放棄された邸宅の中にはフェズに流入した離村農民に占拠されたものもあり、中庭を囲む個々の部屋が一家族の居住スペースとして使用されており、複数の家族が居住する共用住宅のような状態になっている。部屋の中庭に面する部分にはカーテンやシートが目隠しとしてかけられ、中にはモルタルで塞がれている部屋もある。
1980年にはユネスコのアマドゥ・マクタル・ム・ボウ全事務局長がフェズ旧市街の保持の援助を呼びかけた。1989年以降は自治体でも町の保全に取り組んでいるが、公的予算が不足しているため、住民に住居の保全を呼びかけるに留まっている。1990年代には汚水の排出、水路網の老朽化、川の暗渠化されていない場所へのごみの投棄といった環境問題によって旧市街の衛生状態が悪化し、古くからの住民の退去を促進する一因にもなった。衛生状態の改善のために、暗渠化の工事、下水道の整備、汚水産業の移転と指導、川へのごみの投棄の違法化といった処置がとられた。併せて旧市街の過密化に伴って問題となっていたごみ収集システムの整備が実施され、これまで住民が行っていたごみの収集が市が指定する業者に委託され、動物交通と自動車を組み合わせた運搬が行われるようになった。

### 世界遺産登録
1981年に、フェズ旧市街はユネスコの世界遺産（文化遺産）に登録された（ID170）。

この世界遺産は世界遺産登録基準のうち、以下の条件を満たし、登録された（以下の基準は世界遺産センター公表の登録基準からの翻訳、引用である）。
- (2) ある期間を通じてまたはある文化圏において、建築、技術、記念碑的芸術、都市計画、景観デザインの発展に関し、人類の価値の重要な交流を示すもの。
- (5) ある文化（または複数の文化）を代表する伝統的集落、あるいは陸上ないし海上利用の際立った例。もしくは特に不可逆的な変化の中で存続が危ぶまれている人と環境の関わりあいの際立った例。

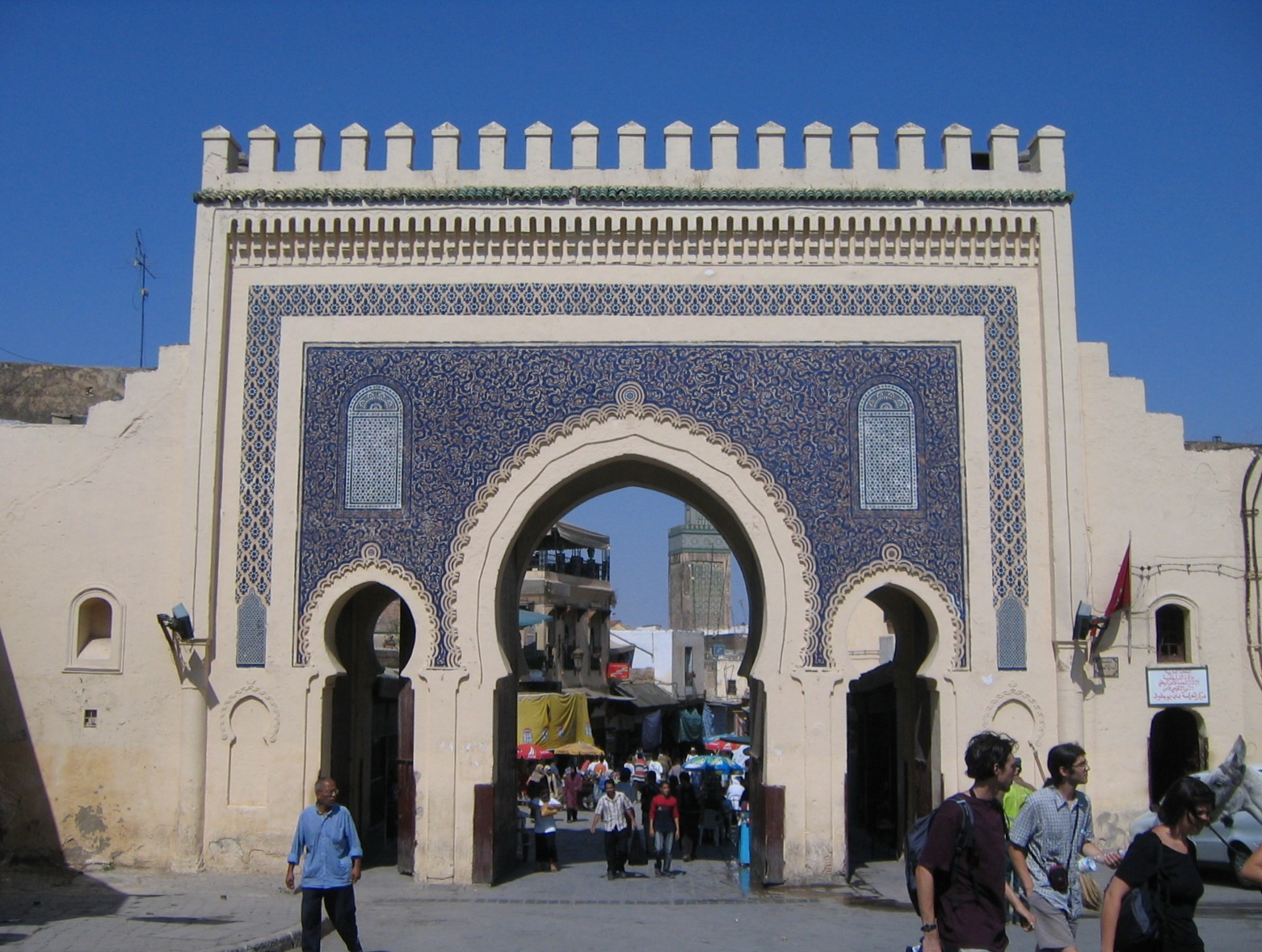
ブー・ジュルード門
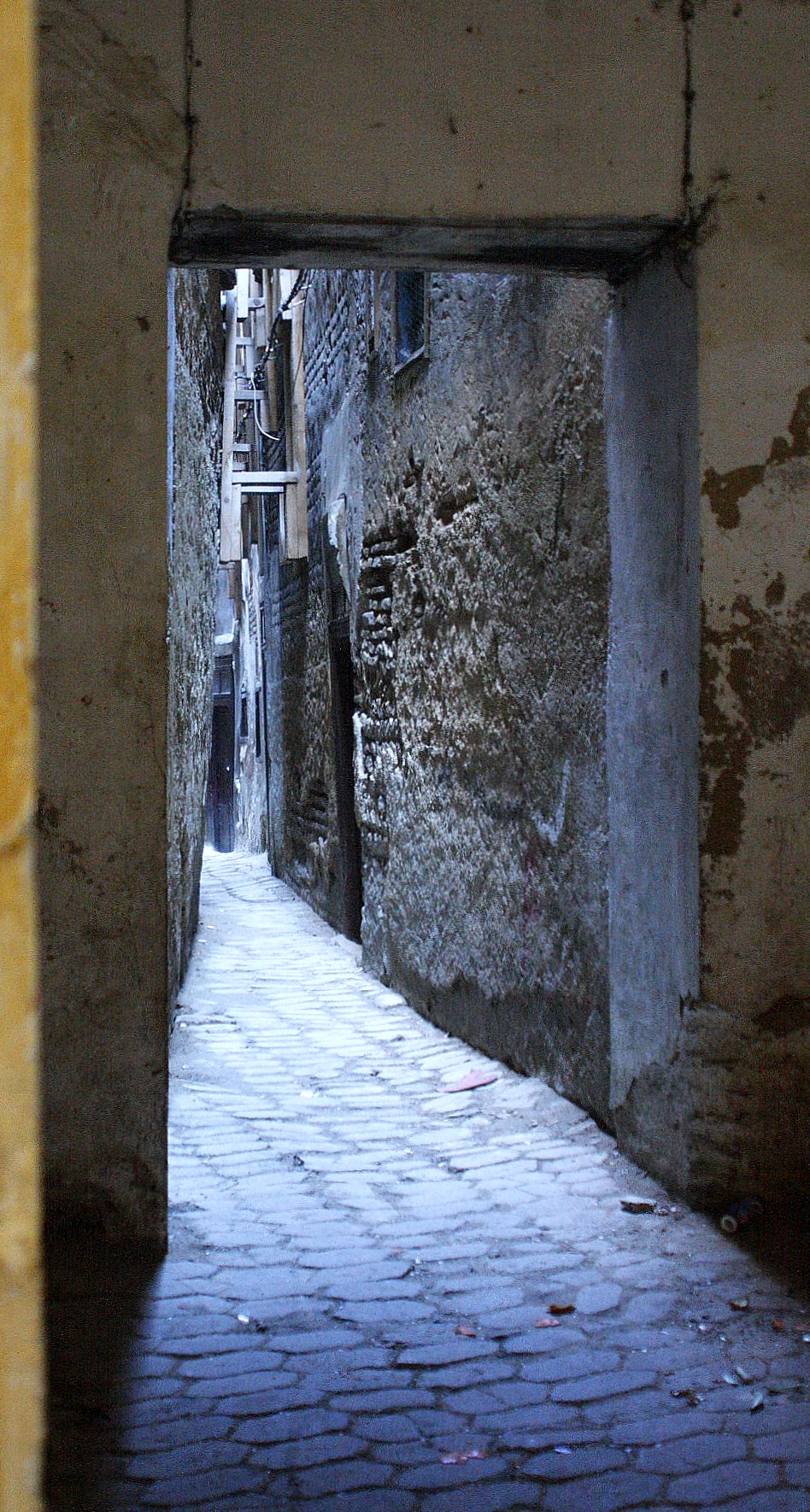
旧市街の路地とアーチ
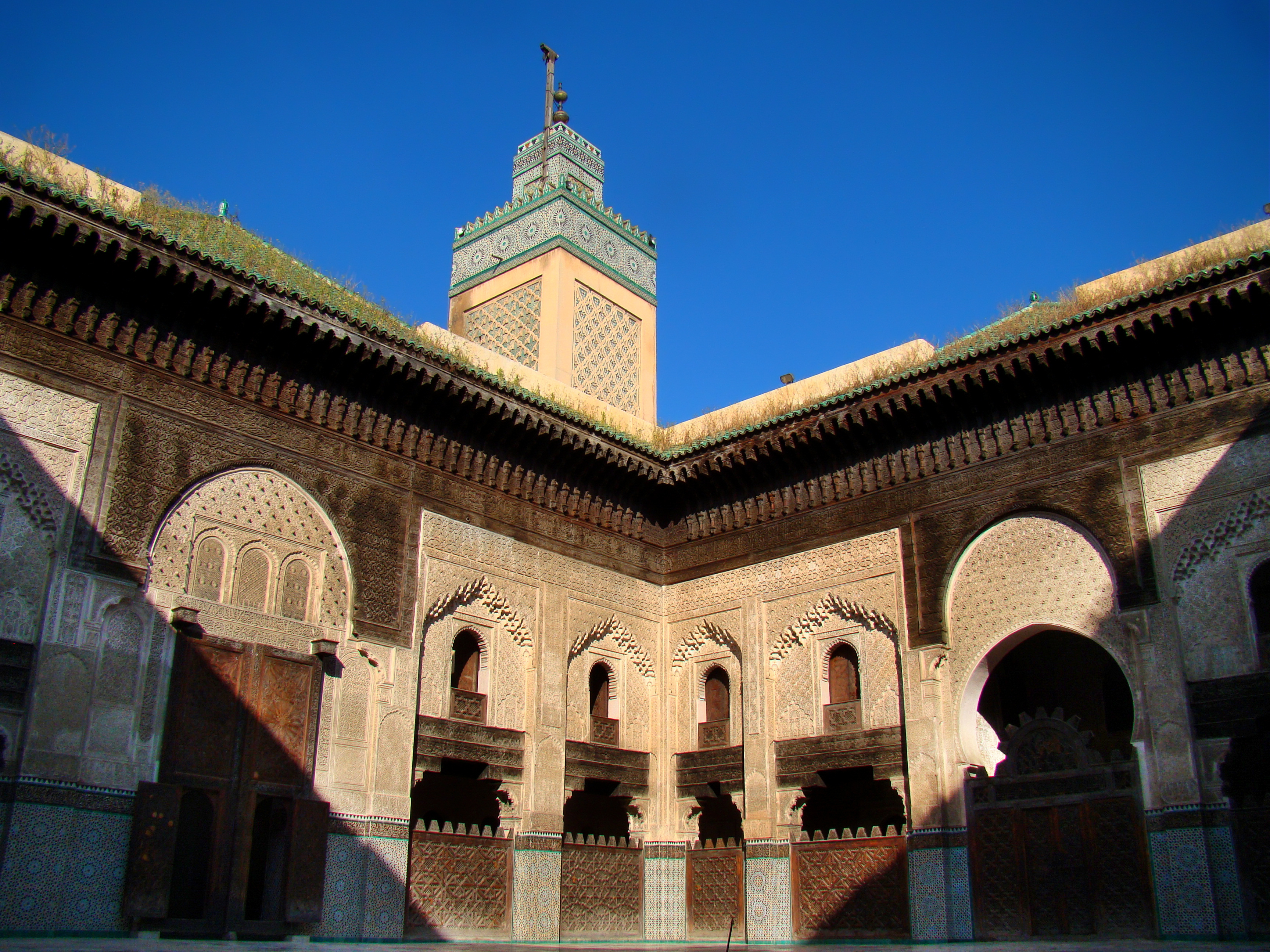
ブー・イナーニーヤ・マドラサ
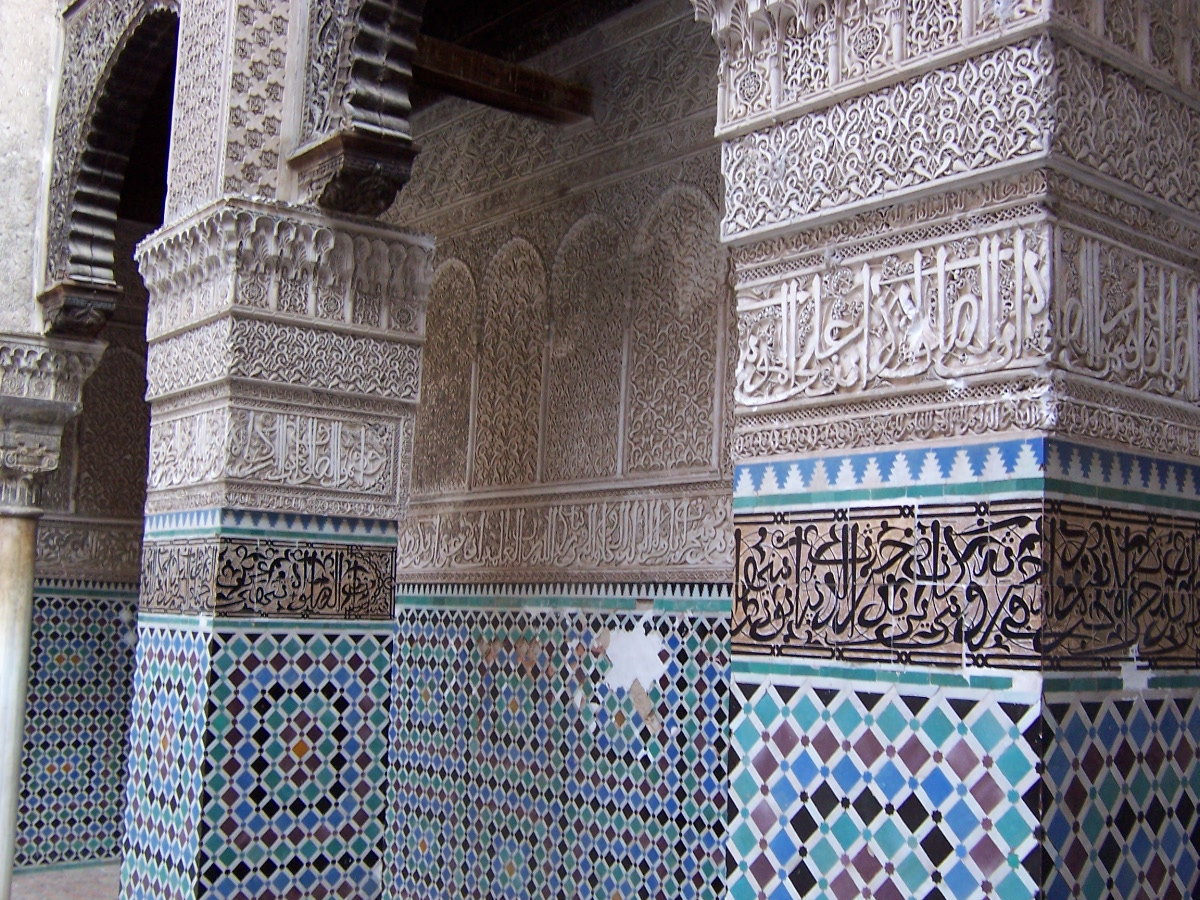
ブー・イナーニーヤ・マドラサの柱と壁
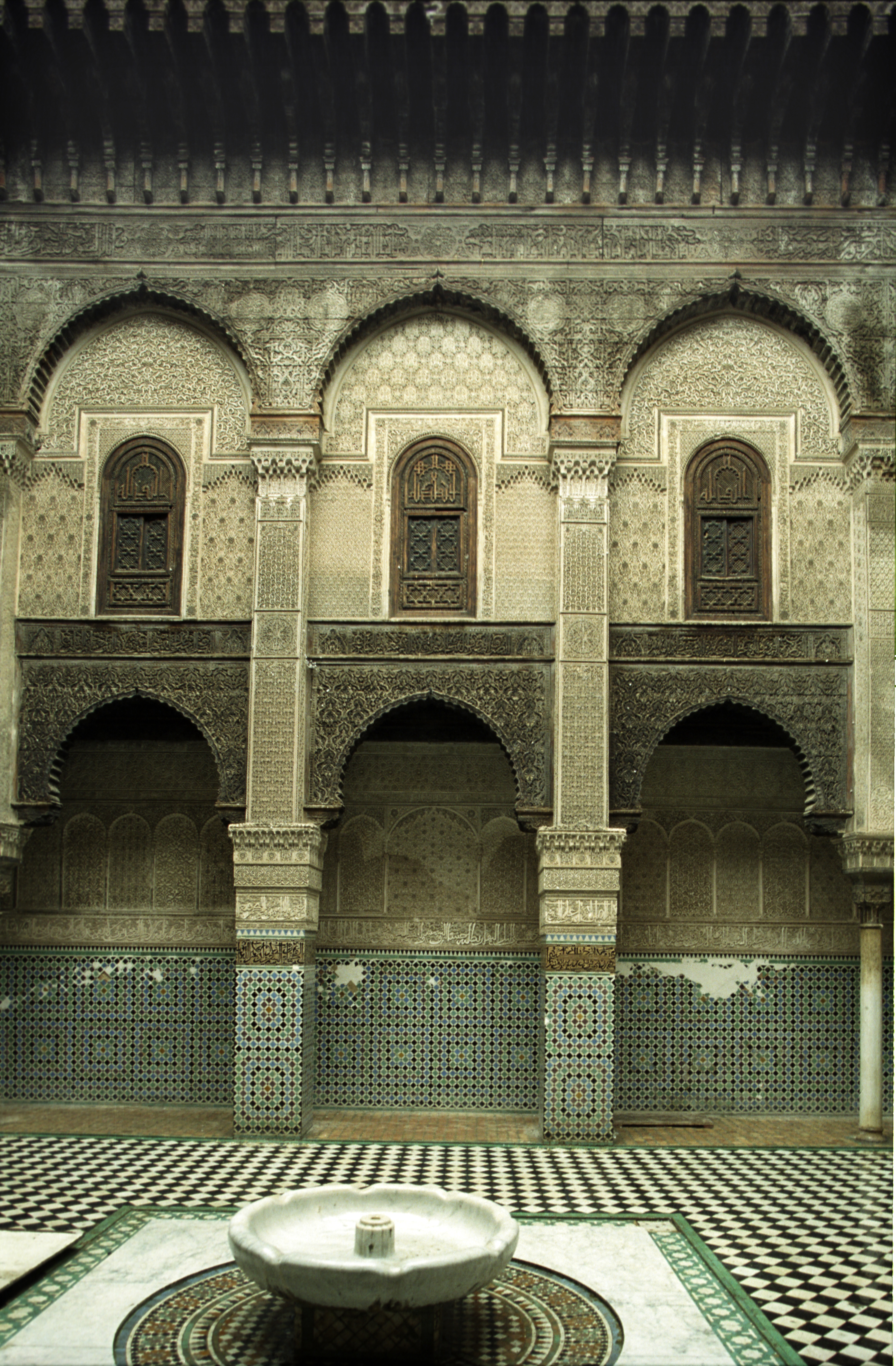
アッタリーン・マドラサ
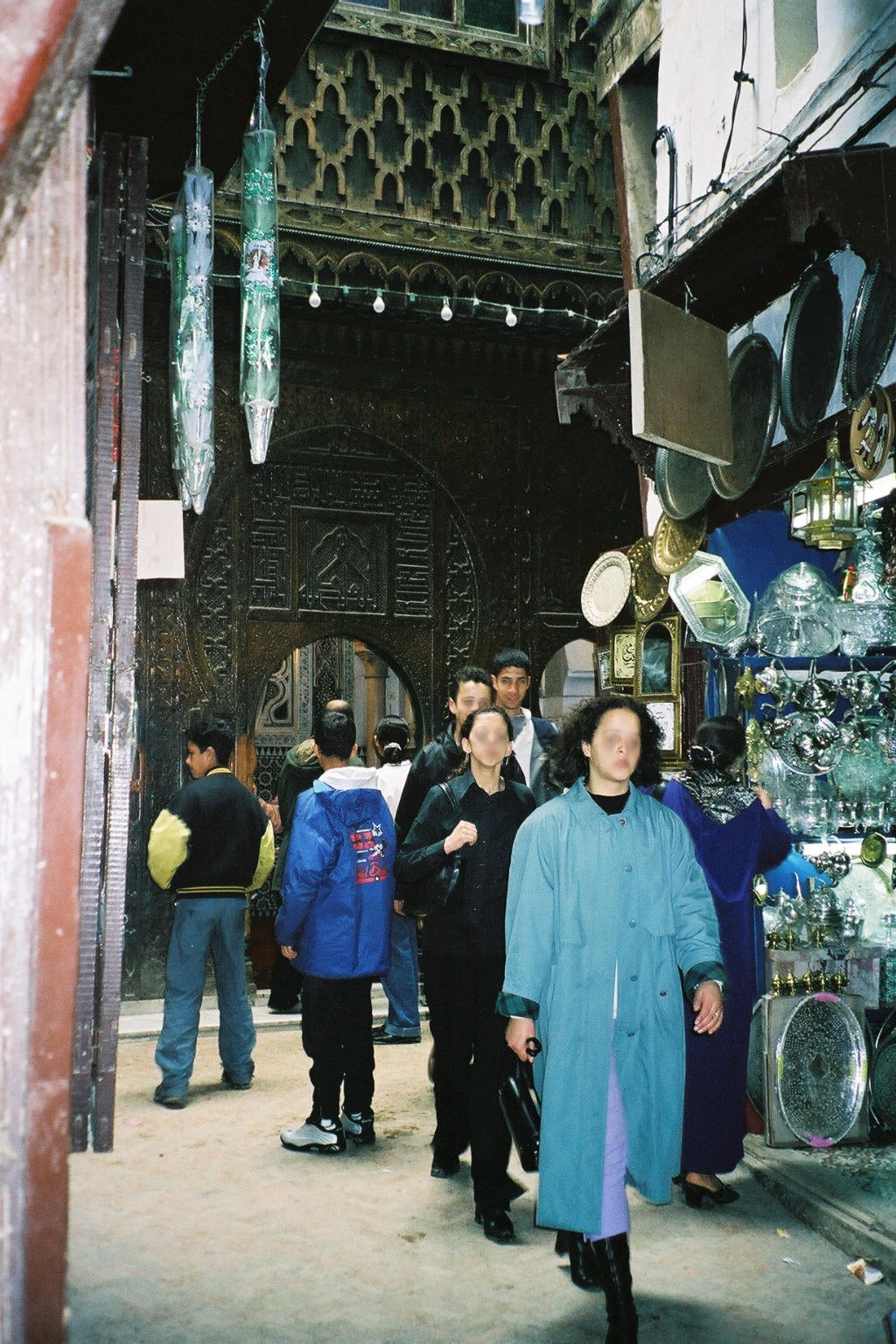
ザーウィア・ムーレイ・イドリースの入り口
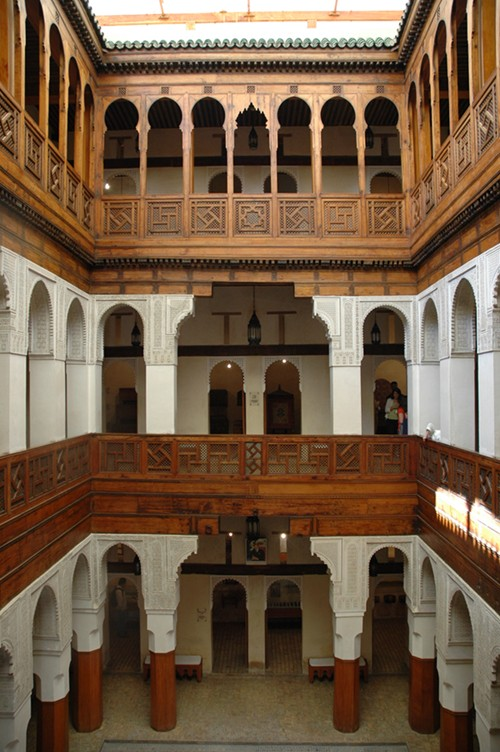
フンドゥク・ネジャリンの内部
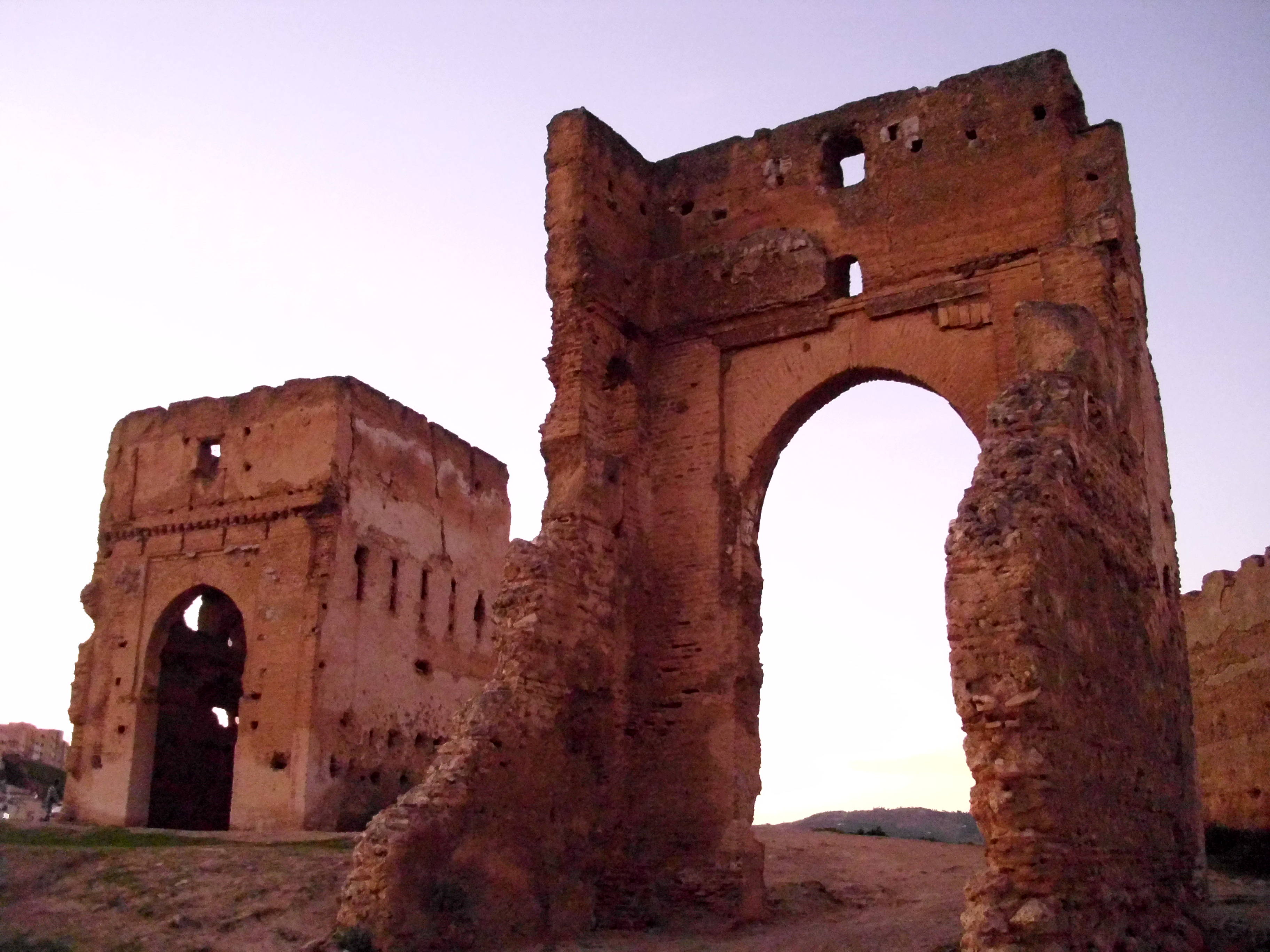
マリーン朝王族の墓地

### ヴィル・ヌヴェル

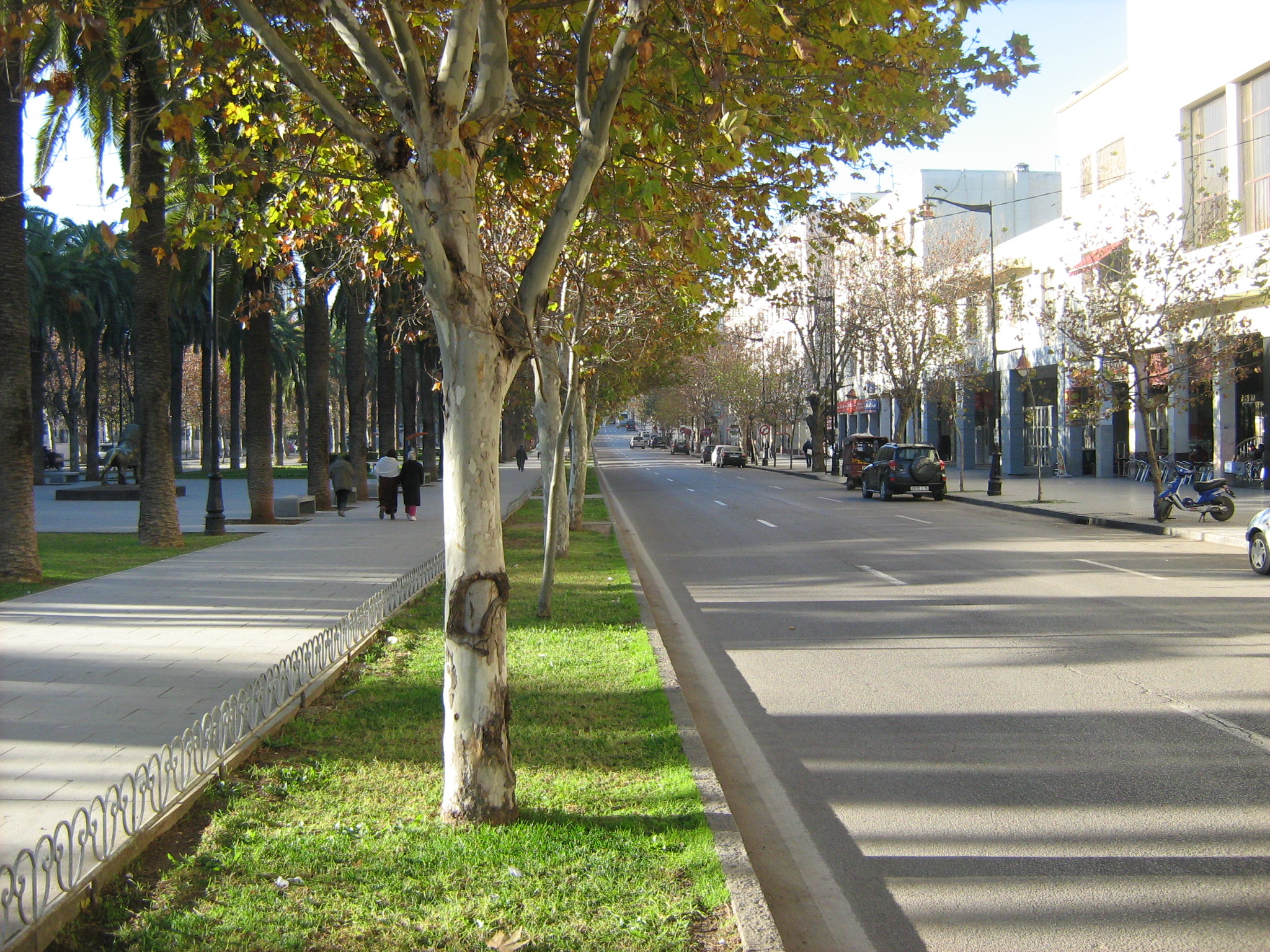
ヴィル・ヌヴェルのハサン2世通り

1912年にモロッコがフランスの保護国とされた後、建築家アンリ・プロストの構想に沿った新たな地区の建設が開始され、1916年にフランス人の居住区となる新市街が完成した。1956年のモロッコ王国の独立後、旧市街の住民はフランス人が引き上げたヴィル・ヌヴェルに移住した。
旧市街南西の平坦な農地ダール・デビバグが新市街の建設場所に選ばれ、平らな地形を活用した競馬場や飛行場が建設された。フランス風の大通りが地区の中心を走り、街路樹としてオリーブが植えられている。フェズの人口増加に伴って多くの高層住宅と一戸建ての家屋が建てられ、役所、ホテル、スークが整備された。ヴィル・ヌヴェルの東にはフェズ大学のキャンパス、軍事基地、病院が置かれている。
新市街に建つチュニス・モスクは、1957年にモロッコ人によって建立されたスンナ・モスクという小さな礼拝所が元になっている。1958年にフェズを訪問したチュニジア共和国の初代大統領ハビーブ・ブルギーバはモロッコ人によってかつてのフランス人居住区に建てられたスンナ・モスクを見て感じ入り、新市街唯一のモスクであるスンナ・モスクへの寄付を申し出た。増築に際してスンナ・モスクが建てられている街区全体が更地にされ、1961年に工事を終えたモスクはブルギーバにちなんで「チュニス・モスク」と改名された。チュニス・モスクにはモロッコでは珍しい赤レンガ風のタイルが使用されており、併設されているミナレットは白の素地が赤茶と緑のタイルで縁取られている。入り口には木の扉が取り付けられており、木彫りと漆喰彫り、緑と紺の2色のタイルで装飾されている。旧市街の歴史的なモスクと同じように、チュニス・モスクの天井部分はムカルナスで飾られている。
1987年完成のユースフ・ベン・ターシュフィーン・モスクは、近隣の住民の礼拝の場となっていたカフェの地下室を前身としている。

## 人口
|      | 1960年  | 1971年  | 1982年  | 2004年  |
| ---- | ------- | ------- | ------- | ------- |
| 人口 | 216,200 | 322,800 | 484,154 | 965,507 |

## 観光施設
- バトハ博物館 - 19世紀末にムーレイ・ハッサンによって建設された宮殿を改修した博物館[121]。陶器、絨毯、民族衣装などのフェズの伝統工芸品が展示されている[45]。ムーア建築に基づいた庭園は、楽園（ジェンナ）をイメージして作られたものだといわれている[121]。
- 武器博物館 - 旧市街北の丘に立つ城砦ボルジュ・ノールを改修した博物館。刀剣、甲冑、弓矢、大砲などの武器が展示され、国王からの下賜品も含まれる[122]。
- ネジャリン木工芸博物館 - 旧市街のネジャリン広場に面する博物館。高級宿として使われていたフンドゥク・ネジャリンを1990年から1998年にかけて改修した博物館[123]。
- ブー・ジュルード公園 - 旧市街と新市街の間に広がる公園。サアド朝時代のスルタンの庭園であり、1917年に公園に改修された[100]。
- パレ・ジャメイ - 1930年開業。1879年に建てられたアラウィー朝の高官の邸宅を改修したホテル[124]。広い庭園を有する邸宅はそのまま保存され、プール、テニスコートなどの設備が置かれている。
- オテル・デ・メリニッド - 旧市街北のギッサ門の外の丘に広がるマリーン朝（メリニッド朝）の王族の墓地の隣に立つホテル。1990年12月の暴動では暴徒によって放火された[125]。

## 教育

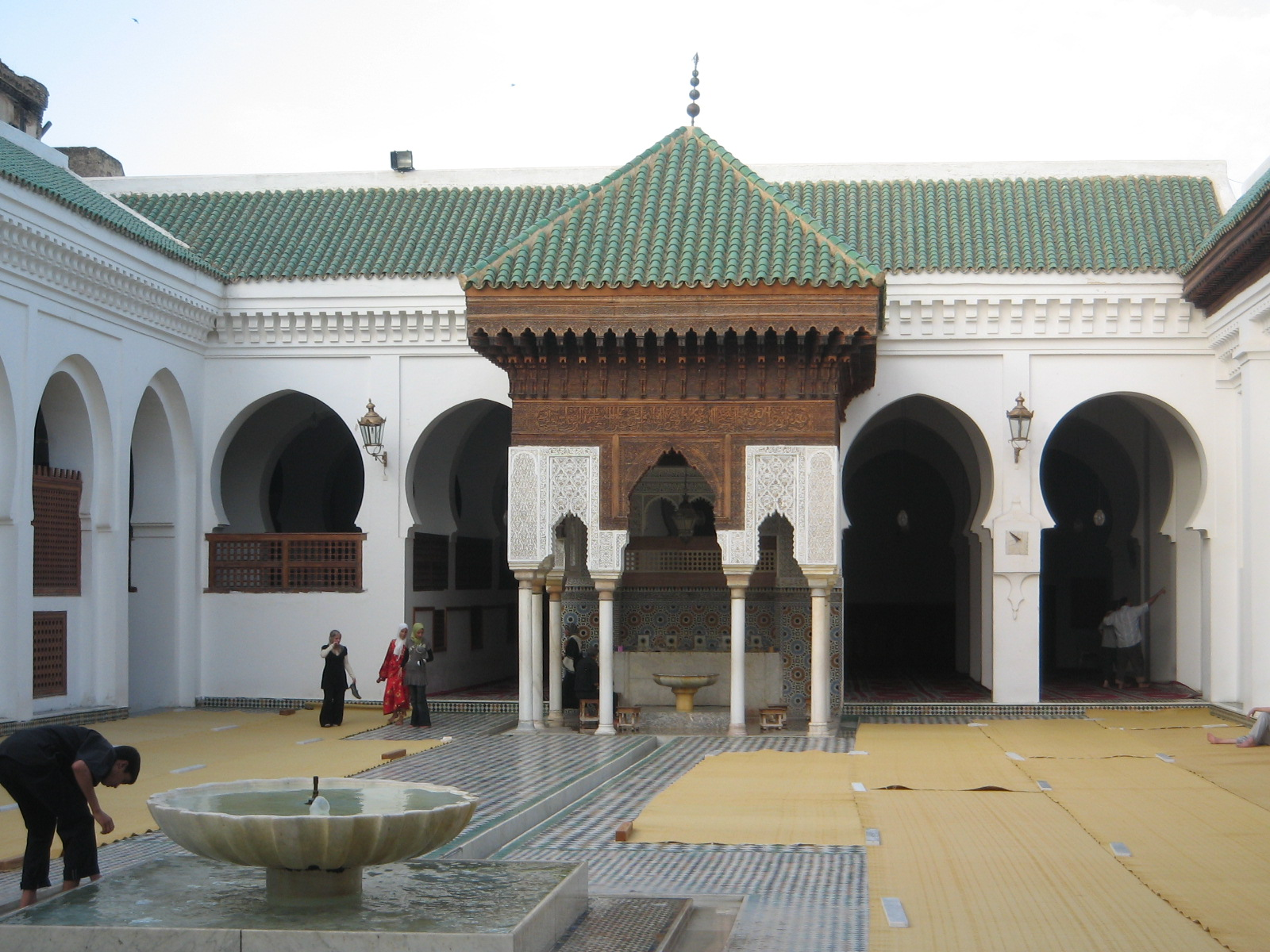
カラウィーン大学

カラウィーン・モスクに付属するマドラサ（神学校）は西方イスラム世界で最古のもののひとつであり、歴史家イブン・ハルドゥーンもこの学校で教鞭を執った。カラウィーン・モスクが高等教育機関としての性質を備えるようになったのは11世紀のムラービト朝の時代からだと考えられており、特に医学の分野で名声を博した。カラウィーン・モスクは植民地時代に民族主義派の活動の拠点となり、人材の育成、政治綱領・独立宣言の起草もここで行われた。1956年のモロッコ独立後にカラウィーン・モスクは法人化されて教育部門が教育省の管轄化に置かれるようになり、イスラーム諸学とアラビア語の専門家の育成、それらの分野における学術研究の振興を目的としてカラウィーン大学が運営されている。10世紀に建設されたカラウィーン・モスク付属の図書館には10,000冊超のアラビア語写本が所蔵されており、その中にはイブン・バットゥータの手による写本も含まれている。
1956年のモロッコ独立後にムハンマド・ベン・アブダル大学が開校するまでの間、大学への進学を希望するフェズの人間はラバトの大学に入らなければならなかった。リセー・ムーレイ・イドリースはモロッコ有数の名門校で、政財界・学界に多くの人物を輩出した。ラバトに政治機能、カサブランカに経済の中心が移った後も、リセー・ムーレイ・イドリースの学閥の影響力は強く残っているといわれている。

## 交通

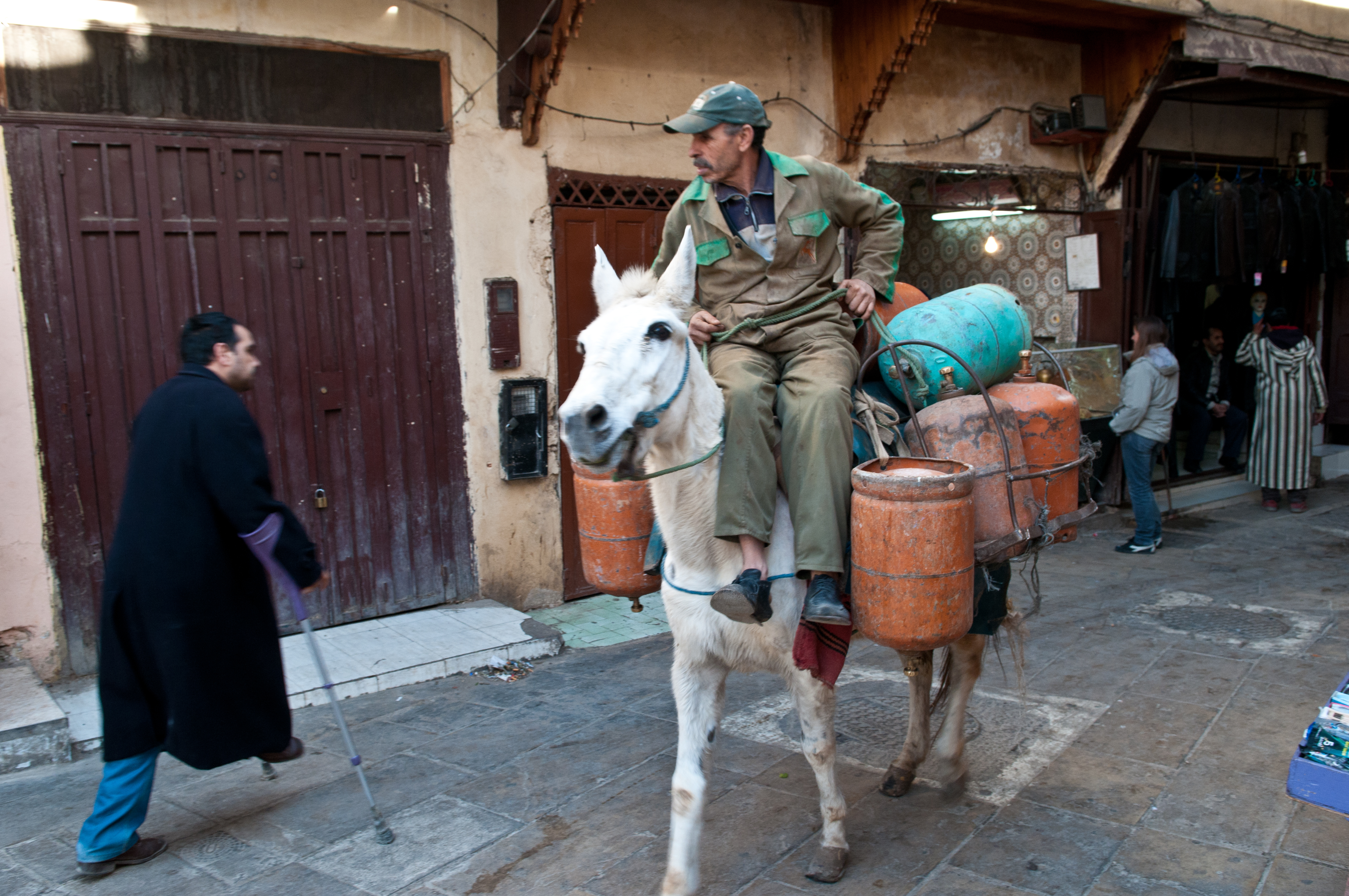
旧市街ではロバが荷物の運搬に使われている。

フェズは交通の要衝であり、ラバトからアルジェ、タンジェに向かうルートの交差点に位置している。
旧市街に入る主要な城門の周辺には駐車場が整備されているが、旧市街への自動車の乗り入れは制限されている。旧市街内部ではウマなどの動物が主要な交通手段として使われている。
フェズ市内のONCF（モロッコ国営鉄道）の駅は、ヴィル・ヌヴェルのフェズ駅、旧市街東のフトウ門駅の二か所。本数が多い市営バスはフェズ市民がよく使用する交通手段の一つである。新市街の南端と旧市街に隣接するカスバの北西にはCTM（モロッコ国営バス）のバスターミナルが置かれており、カサブランカやタンジェなどの他の都市に向かうバスの発着地となっている。町の南にはフェズ＝サイス空港があり、空港は国道24号線でフェズ市内と接続されている。

## 姉妹都市
- ストラスブール、フランス
- モンペリエ、フランス
- フィレンツェ、イタリア
- ケルアン、チュニジア
- サン＝ルイ、セネガル
- エルサレム、パレスチナ[注釈 1]
- クラクフ、ポーランド
- コインブラ、ポルトガル
- ボボ・ディウラッソ、ブルキナファソ
- ラホール、パキスタン
- 水原市、韓国
- イズミル、トルコ
- アントウェルペン、ベルギー